# Phyllis Dare
Pour les articles homonymes, voir Dare.
Phyllis Dare (née Phyllis Constance Haddie Dones ; 15 août 1890 - 27 avril 1975) est une chanteuse et actrice anglaise, célèbre pour ses performances dans la comédie musicale édouardienne et d'autres théâtres musicaux dans la première moitié du XXe siècle.
Née à Chelsea, elle monte pour la première fois sur scène à neuf ans en 1899 dans la pièce Babes in the Wood, accompagnée de sa sœur Zena. La même année, elle joue dans Ib and Little Christina, puis dans la comédie musicale Bluebell in Fairyland de Seymour Hicks. A 15 ans, elle campe le rôle principal de la pièce The Catch of the Season.
En 1909, elle joue le rôle d'Eileen Cavanagh dans la comédie musicale à succès The Arcadians, où elle rencontre le producteur George Edwardes. C'est le début d'une longue collaboration (The Girl in the Train, Peggy ou encore The Quaker Girl). Elle enchaîne les rôles : The Sunshine Girl en 1912, The Dancing Mistress en 1913, The Lady of the Rose (1922).
La suite de sa carrière est au théâtre, où elle joue dans Aren't We All (1929), Words and Music (1932), et The Fugitives (1936). elle apparaît occasionnellement dans des films tels The Argentine Tango, Other Dances (1913), Dr Wake's Patient (1916), Crime on the Hill (1933) et Debt of Honor (1936). Dans les années 1940, elle apparaît dans Full House puis dans Other People's Houses . En 1949, elle campe le rôle de Marta dans la comédie musicale King's Rhapsody d'Ivor Novello. Elle prend ensuite sa retraite à Brighton en 1951 et décède le 27 avril 1975 à 84 ans.

## Biographie
Phyllis Dare naît dans le quartier de Chelsea à Londres, fille d'Arthur Albert Dones, greffier, et d'Harriette Amelia Wheeler. Elle est la plus jeune de trois enfants, après sa sœur Zena devenue également une célèbre chanteuse et son frère Jack.

### Début de carrière
Elle monte pour la première fois sur scène en 1899 dans Babes in the Wood au Coronet Theater de Londres. Sa sœur Zena est également dans la production, et elles portent toutes les deux le nom de Dare.
L'année suivante, Phyllis Dare joue le rôle de Little Christina dans Ib and Little Christina au Prince of Wales's Theater puis au Coronet Theater, puis termine l'année dans Little Red Chaperon à Manchester. En 1901, elle interprète un enfant dans The Wilderness, puis est choisie par Seymour Hicks et Ellaline Terriss pour le rôle de Mab dans leur comédie musicale Bluebell in Fairyland. Le Noël suivant, elle se produit dans une production de The Forty Thieves.
Après s'être concentrée sur ces études pendant quelques années, elle revient au théâtre en jouant dans Babes in the Wood au Royal Theater de Birmingham en 1904 et 1905. Juste après ses 15 ans, elle reprend le rôle principal d'Angela dans The Catch of the Season de Terriss. Elle est ensuite dans le pantomime Cendrillon à Newcastle puis quitte brusquement la scène pour terminer ses études dans un couvent en Belgique. Des rumeurs disant que l'actrice était enceinte de Seymour Hicks circulent, attisées par Frederick Henry Wolfries qui comparaitra en 1906 pour diffamation à Liverpool. L'actrice rentre ensuite précipitamment à Londres pour reprendre en 1906 le rôle titre dans La Belle de Mayfair, après qu'Edna May ait quitté le casting.

### Star de comédies musicales
En 1907, l'actrice publie son autobiographie From School to Stage et effectue une tournée dans la province anglais pour le rôle de Sandow Girl dans The Dairymaids. En 1908, elle joue cette même pièce au Adelphi Theater pendant deux mois. Elle y reprendra également Cendrillon.
En 1909, elle interprète le rôle d'Eileen Cavanagh dans la comédie musicale à succès The Arcadians au Original Shaftesbury Theater. Une critique de Playgoer and Society Illustrated dit : « Mlle Phyllis Dare fait tout ce qu'on attend d'elle ; elle danse bien, chante doucement et est jolie. ». Restée à l'affiche pour 809 représentations, la comédie musicale marque le début de l'association de l'artiste avec le producteur George Edwardes, puisqu'elle jouera les années suivantes dans The Girl in the Train (1910), Peggy (1911), The Quaker Girl (1911) et The Sunshine Girl. Elle rejoint ensuite le casting de The Dancing Mistress.
Elle entretient une liaison avec le compositeur Paul Rubens, compositeur des musiques de The Sunshine Girl et The Dairymaids. C'est également lui qui composera la musique de ses prochains spectacles tels The Girl from Utah (1913), Miss Hook of Holland (1914) et Tina (1915). Il lui dédie également sa chanson I love the Moon. Leurs fiançailles prennent fin en raison des addictions de Rubens, qui meurt en 1917.

### Suite de sa carrière

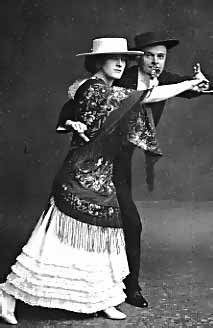
Grossmith et Phyllis Dare dans The Sunshine Girl

L'actrice se produit ensuite plus rarement sur scène, apparaissant dans Hanky-Panky (1917), dans Kissing Time (1919), dans Aladdin (1920), dans The Lady of the Rose (1922), dans The Street Singer (1924), puis dans Lido Lady (1926) dans lequel elle chante Atlantic Blues. Elle s'est ensuite tournée vers les jeux directs. Certains d'entre eux comprenaient Aren't We All (1929) , Words and Music (1932) et The Fugitives (1936).
Elle apparaît également dans quelques films dont The Argentine Tango and Other Dances (1913), Dr. Wake's Patient (1916), The Common Law (1923), Crime on the Hill (1933), Debt of Honor (1936), Marigold (1938) et Gildersleeve à Broadway (1943).
En 1940, pour la première fois depuis plus de quatre décennies, Zena et Phyllis Dare partagent à nouveau la scène lors d'une tournée de Full House. En 1941-1942, elle campe le rôle de Juliet Maddock dans Other People's Houses et en 1946, elle joue la marquise de Mereston dans Lady Frederick au Savoy Theatre. En 1949, elle fait l'ouverture de la comédie musicale d'Ivor Novello : King's Rhapsody, toujours avec sa sœur Zena. Le spectacle a duré deux ans et a été la dernière apparition théâtrale de Phyllis Dare.
Elle se retire ensuite à Brighton où elle meurt à l'âge de 84 ans.